# Zatoka Aniołów
Zatoka Aniołów – amerykański film fabularny z 1957 roku w reżyserii Raoula Walsha.

## Fabuła
Młoda Amantha Starr (Yvonne De Carlo), dziedziczka fortuny, po śmierci ojca traci majątek i zostaje niewolnicą. Zostaje kupiona na targu niewolników przez Hamischa Bonda (Clark Gable), który nie traktuje jej jak niewolnika. Z upływem czasu oboje się w sobie zakochują. Wkrótce wybucha wojna secesyjna, która na zawsze może zmienić losy obojga.

## Obsada
- Clark Gable - Hamish Bond
- Yvonne De Carlo - Amantha Starr
- Sidney Poitier - Rau-Ru